# 산리쿠

산리쿠

산리쿠(일본어: 三陸)는 일본의 도호쿠 지방 태평양 연안 지역 이름 중 하나이자, 아오모리현 하치노헤에서 미야기현 마쓰시마까지 이어지는 해안 지역을 의미한다. 미야기 현 마쓰시마에서 이바라키현까지 이르는 "조반"(일본어: 常磐)와, "보소"(일본어: 房総)라는 별명을 가진 지바현과 더불어, 일본의 동해안을 구성하는 지역이다.

## 지형
산리쿠의 해안선은 북쪽 절반 (미야코 이북)의 절벽 같은 해안과 남쪽 절반 (미야코 이남)의 리아스식 해안의 2종류를 특징으로 하고 있다.
근해의 태평양 어장이되고 어업이 종래부터 번성 한 지역이다. 거친 지형뿐만 아니라, 어업이 성행하고있는 것으로부터 해안에 적합한 발전소 (화력 발전소나 원자력 발전소)은 매우 적고, 해안에 적합한 발전소는 리아스식 해안의 남쪽 변두리에 위치한 오나가와 원자력 발전소 1개소 뿐이다.

## 산리쿠 해역

일본 해구 해역의 지진 구분도

산리쿠 해역(일본어: 三陸沖)는 지진의 진원지 명칭으로 사용된다.(산리쿠 해역 지진) 산리쿠 지역은 키타카미 산지가 태평양에 육박하고 있으며, 해안 평지가 부족하고, 지진 때마다 높은 파도에 의해 공격하기 쉬운 지리적 배경을 가지고 있으며, 높은 파도 대책이 오래된 취해져왔다. 메이지 이후에도 1896년, 1933년, 1960년 (칠레 지진), 2011년 (동일본 대지진)과 4번의 거대한 지진과 해일에 습격 당해왔다.

## 교통
평야가 부족하고, 산이 바다에 육박하는 험준한 지형뿐만 아니라, 산리쿠 해안에 독립적 인 현 (광역 행정 구역)이 존재하지 않기 때문에, 교통망의 정비는 키타카미 분지보다 후순위 해왔다. 1896년 산리쿠 지진이 동기 철도 부설 운동이 일어 났지만, 국철 시대 가운데 "산리쿠 본선"은 전 노선 개통하지 않고, 철도 노선이 몇몇 노선에 분단되어 개통했다.
센다이~모리오카~하치노헤의 키타카미 분지 루트에서는 철도는 당초 "도호쿠 본선"로 하나의 노선으로 개통, 국도 4호선 밖으로 도호쿠 자동차도가 개통했다. 그러나 센다이~미야코~하치노헤의 산리쿠 해안 루트에서는 철도가 분단되어있는 이외에, 산리쿠 자동차도가 개통하지 않고 한 개의 노선이있다 교통망은 국도 45호선뿐만 있다.

## 같이 보기
- 산리쿠 철도
- 국도 제45호선 (일본)
- 조반
  - 하마도리 (구 이와사키 현)